# Synidotea pettiboneae
Synidotea pettiboneae är en kräftdjursart som beskrevs av Hatch 1947. Synidotea pettiboneae ingår i släktet Synidotea och familjen tånglöss. Inga underarter finns listade i Catalogue of Life.